# Uganda
Uganda sau oficial Republica Uganda, este o țară în estul Africii care se învecinează la est cu Kenya, la nord cu Sudanul de Sud, la vest cu Republica Democrată Congo, în sud-vest cu Rwanda iar în sud cu Tanzania.
Partea de sud a țării include o porțiune importantă a Lacului Victoria. Numele țării vine de la regatul Buganda, regat care controlase o parte din sudul țării, incluzând capitala Kampala.

## Istorie
Pe teritoriul Ugandei, în Evul Mediu, s-au constituit patru state feudale: Buganda, Toro, Bunyoro și Ankole, dintre care cel mai dezvoltat a fost Buganda. În 1890 trupe engleze au pătruns în Buganda iar în 1894 Anglia a unit cele patru state într-unul singur sub numele de Uganda.
După cel de-al Doilea Război Mondial când în Uganda s-a intensificat mișcarea de eliberare de sub protectorat britanic, în martie 1956, Regatul Unit a acordat Ugandei autonomie internă, în octombrie 1962 a fost proclamată independența țării, devenind în 1963 republică federală în cadrul Commonwealth-ului. Printr-o lovitură de stat militară în 25 ianuarie 1971 președintele Milton Obote (1966-1971) este înlăturat, instituindu-se regimul dictatorial al col. Idi Amin Dada (1971-1979) căruia forurile internaționale îi atribuie asasinarea a peste 300.000 de ugandezi. În noiembrie 1978 se declanșează un conflict armat cu Tanzania, care este urmat de ocuparea capitalei Kampala în 11 aprilie 1979 de către trupe tanzaniene și ale rezistenței ugandeze și înlăturarea lui Idi Amin. Acesta fuge în Libia și apoi în Arabia Saudită, unde trăiește în exil până la sfârșitul vieții, în 2003. Milton Obote este reales președinte (1980) dar este înlăturat printr-o nouă lovitură de stat la 27 iulie 1985, puterea fiind preluată la 29 ianuarie 1986 de către Yoweri Museveni. Acesta încearcă o reconciliere între diferitele grupări etnice și o stabilizare a vieții interne. În primele alegeri libere, Museveni este ales în 1996 cu 76% din voturi, dar cu o participare de numai 50% a populației. Alegerile din 12 martie 2001 îl reconfirmă în funcția de președinte cu 69,3% din voturi.

## Politică
Președintele Ugandei, la acest moment Yoweri Museveni este atât șeful statului cât și al guvernului. Președintele numește primul ministru care îl ajută în funcțiunile sale. Actualul prim ministru este Robinah Nabbanja. Parlamentul este compus din Adunarea Națională care are 303 membri. 86 dintre acești membri sunt numiți de diferite grupuri de interes și de către armata ugandeză. Restul membrilor sunt aleși pentru un mandat de 5 ani.

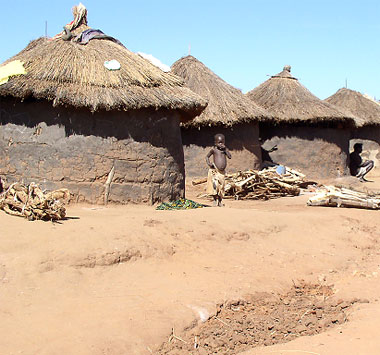

## Geografie
Relieful de podiș, cu înălțimi cuprinse între 1.000 și 1.200 m, cu unele vârfuri muntoase izolate. La granița cu Congo se află masivul Ruwenzori (5.119 m), în est vulcanul stins Elgon. Uganda este străbătută de cursul superior al Nilului și de afluenții săi.
 Clima este ecuatorială musonică.

## Economie
Principala activitate este agricultura. Majoritatea locuitorilor dețin ferme mici și produc cassava, porumb, mei și cartofi pentru consum propriu. Uganda exportă cafea, bumbac și trestie de zahăr. 
Industria este compusă din exploatări miniere, prelucrarea produselor agricole, fabrici de ciment.

## Patrimoniu mondial UNESCO
Până în anul 2011 pe lista patrimoniului mondial UNESCO au fost incluse 3 obiective din această țară.